# Paralephana congoana
Paralephana congoana là một loài bướm đêm trong họ Noctuidae.